# Nefrytowy różaniec
Nefrytowy różaniec – zbiór opowiadań detektywistycznych autorstwa Borisa Akunina. Dwunasta część serii o Eraście Fandorinie.
Powieść ukazała się w 2007 r. Polskie wydanie, nakładem wydawnictwa Świat Książki ukazało się 1 października 2009 r.

## Dedykacja
Autor zadedykował książkę klasykom światowego kryminału:
- Sanyutei Encho
- Edgarowi Allanowi Poe
- Georges’owi Simenonowi
- Robertowi van Gulikowi
- Arthurowi Conan Doyle
- Patricii Highsmith
- Agacie Christie
- Washingtonowi Irvingowi
- Umberto Eco
- Maurice'owi Leblancowi

## Zawartość
Książka składa się z siedmiu opowiadań i trzech większych opowieści. Całość ma miejsce w XIX w. i wypełnia białe plamy w biografii Erasta Fandorina.
Tytuły opowiadań są następujące (w nawiasie podano miejsce i czas akcji):
1. Jigumo (Jokohama, 1881)
2. Table-talk 1882 roku (Moskwa, 1882)
3. Z życia wiórów (Moskwa, 1883)
4. Nefrytowy różaniec (Moskwa, 1884)
5. Skarpeja Baskakowów (Baskakowka, 1888)
6. Jedna dziesiąta procenta (Moskwa, 1890)
7. Herbatka w Bristolu (Bristol, 1891)
8. Dolina marzeń (Wyoming, 1894)
9. Przed końcem świata (1897)
10. Uwięziona w wieży, czyli krótka, lecz piękna droga trzech mądrych (Bretania, 1899)